# 子ども食堂
- 子ども食堂[1]
- こども食堂[2]
- 子供食堂[3]

子ども食堂（こどもしょくどう）は、子供やその保護者および地域住民に対し、無料または安価で「栄養のある食事・温かな団欒」を提供するための日本の社会活動。2010年代頃よりテレビなどマスメディアで多く報じられたことで、「孤食」の解決・子供と大人たちの繋がり・地域のコミュニティの連携の有効な手段として、日本各地で設置数が急増している。利用者を「貧困家庭の子どもや親子」と限定している子ども食堂もあるが、多くは「子どもの居場所づくりや孤食防止」「多世代交流」「地域づくり」を目的としており、そうした食堂では非貧困家庭の子どもや親子も利用している。特定非営利活動法人「全国こども食堂支援センター・むすびえ」によると、2024年度に少なくとも1万866カ所あり、2018年度の調査開始から初めて1万を超えた。

## 概要
子ども食堂は、運営者次第で様々な運営形態があり、参加費（料金）、開催頻度、メニューも食堂ごとに違いがあり、明確な定義があるわけではない。

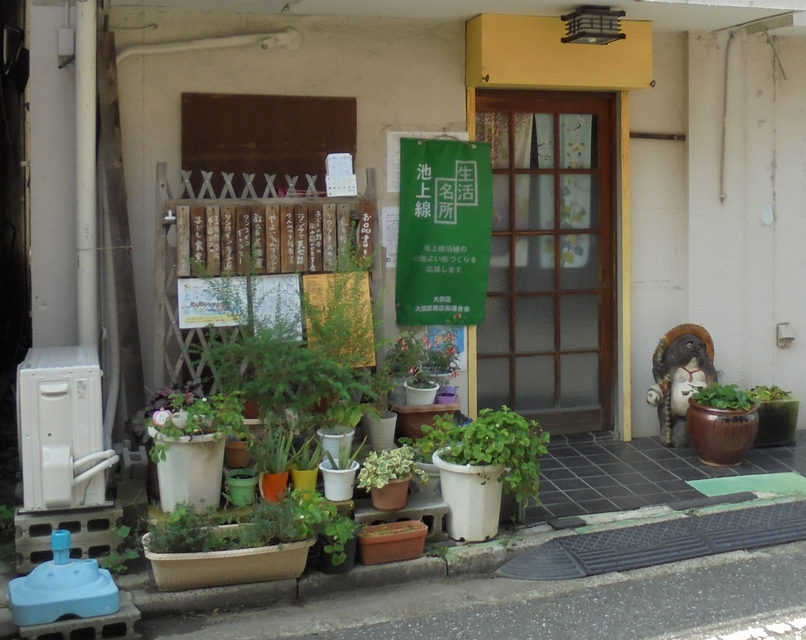
東京都大田区「気まぐれ八百屋 だんだん」

強いて定義を述べるならば、子ども食堂1号店ともされる東京都大田区東矢口の「気まぐれ八百屋だんだん こども食堂」では「こどもが1人でも安心して来られる無料または低額の食堂」としており、地域でのネットワークを作ることを目指した全国ツアー「広がれ、こども食堂の輪!」ではそれに倣って「（困難を抱える家庭の）子どものための食堂だけでなく、たとえば高齢者の食事会に子どもが参加している場合なども『こども食堂』と広くとらえています」と述べている。また『朝日新聞』は「民間発の取り組み。貧困家庭や孤食の子どもに食事を提供し、安心して過ごせる場所として始まった」、東京都豊島区で子ども食堂の運営などに携わる民間団体「豊島子どもWAKUWAKUネットワーク」（以下「WAKUWAKU」と略）は「安価な料金または無料で、子どもや親子に食事を提供する場」、こども食堂ネットワーク（後述）では「こどもが1人でも利用でき、地域の方たちが無料あるいは少額で食事を提供する場所」としている。
「子ども食堂」とは呼ばれていないものの、地域で子供の居場所を提供している団体が毎日食事を提供していたり、学習支援のための団体が学習の前後に食事を出したり、高齢者のための集まりの場を子供や子育て層に開放し、多世代が交流しながら食事をとったりするなど、実質的に子ども食堂と同等の役割を果たしているケースもある。

## 沿革

### 時代背景
地域で食事を提供する活動は、日本の歴史上では昭和時代後期に既に存在していた。1980年代には核家族化が進み、介護は家族ではなく社会全体で担うものとの考えが世間に浸透したことで、独居老人に会食や配食を提供するボランティア活動が、日本全国で広く普及し始めていた。一方で子どもの貧困は、2008年（平成20年）頃から社会的に注目されるようになったと言われ、待機児童問題は2013年（平成25年）頃から表面化したと考えられている。同2013年には子どもの貧困対策の推進に関する法律が成立し、子供の貧困対策として様々な事業が日本全国で増え始めた。
子ども食堂の活動が活発化したのは前述のように2010年代だが、子供の居場所や食事の支援への取り組みはそれ以前にも存在していた。児童館で孤食や欠食の子供たちと共に料理をして食べたり、孤食解消のために食事の場を提供する例、プレーパークでの食事会の実践、コミュニティカフェや自治体の会館での食事会などがその一例である。広島県の元保護司である中本忠子は、家庭環境に恵まれない子供や青少年への無料での食事の提供事業「食べて語ろう会」を1982年（昭和57年）から開催し続けており、これを子ども食堂の元祖とする向きもある。2008年（平成20年）に「病気や怪我を負っても貧困のために医者にかかることのできない子供が3万人いた」との報道があり、これが子ども食堂の拡大に繋がったとの意見もある。

### 子ども食堂の誕生
名称として「子ども食堂」の名が用いられ始めたのは2012年（平成24年）とされ、前述の「気まぐれ八百屋だんだん」の一角に「こども食堂」が設置されたことが最初と考えられている。同店の店主である近藤博子は、2008年（平成20年）、歯科衛生士の仕事のかたわら、知人から依頼されて東京都大田区で無農薬野菜を販売する「気まぐれ八百屋だんだん」を開店。買い物に来る地域住民との関わりから様々な課題が見え、八百屋の場所が地域の人々の交流の場、子どもたちの学習支援の場、大人の学び直しの場へと発展していった。そんな折、近所の小学校の副校長から「給食以外の食事はバナナ一本で過ごす子どもがいる」という話を聞き、2012年（平成24年）、「気まぐれ八百屋だんだん」の場所で、「子どもが一人で入っても大丈夫な場所」という意味を込めて「子ども食堂」という名称で食堂を開いた。

### 食堂の発展
2012年に前述のWAKUWAKUが発足し、東京都豊島区要町に「要町あさやけ子ども食堂」が開店した。その活動が2014年（平成26年）4月にNHKの情報番組『あさイチ』で紹介されたことを機に、テレビ、新聞、雑誌など多くのマスメディアから注目を集め、子ども食堂が日本全国的に広がるきっかけになった。WAKUWAKUの事務局長である天野敬子によれば、この放映以来、WAKUWAKUには見学希望者や取材の依頼が増え、『クローズアップ現代』（NHK)、『オイコノミア』（NHK Eテレ）、『NEWS23』（JNN）など、多くのテレビ番組でも取り上げられるようになったという。前述のように子供の食事の支援自体は以前から存在したが、「子ども食堂」というネーミングが功を奏したことで、マスメディアに取り上げ得られる機会が増えることとなった。

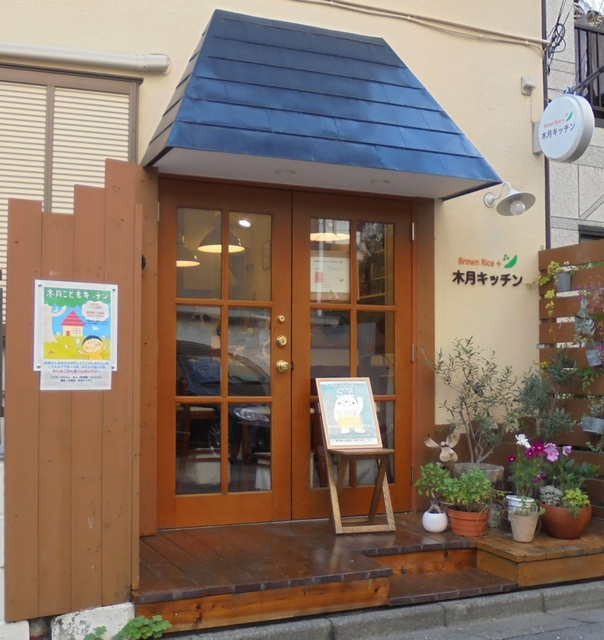
「こども食堂ネットワーク」参加店舗の一つ、神奈川県川崎市中原区の「木月こどもキッチン」。

2015年（平成27年）、子ども食堂同士で横の繋がりを作り、食材や情報を連携することを目的とし、「こども食堂ネットワーク」が発足し、北海道から九州に至るまで多くの食堂がこれに参加した。同2015年にはWAKUWAKU主催により「こども食堂サミット」が開催され、このサミットで子ども食堂の存在を知った多くの人々から「子ども食堂を始めたい」「手伝いたい」との意見が寄せられて、子ども食堂が日本全国的に広まるきっかけの一つとなった。翌2016年（平成28年）1月にも、こども食堂ネットワークとWAKUWAKUとの共催により同サミットが開催され、2015年から2016年にかけて活動を開始した首都圏の子ども食堂20軒が参加し、新しく子ども食堂を開店したいという参加者たちも多く集り、その参加者は定員200名をはるかに超える300名に及んだ。
同2016年4月からは、日本全都道府県で子ども食堂の啓発活動を行い、それをきっかけに地域でのネットワークを作ることを目指した全国ツアーとし、前述の「広がれ、こども食堂の輪!」が開始された。同年には、東京都で「こども食堂のつくり方講座」のように、子ども食堂を始めたいにもかかわらずその方法がわからない人々に向けての講座が開催されるなど、食堂を作る取り組みも活発になり始めた。
その後、福島県の「ふくしまのこども食堂ネットワーク」、茨城県の「子どもの居場所・学習支援・子ども食堂いばらきネットワーク会議」、奈良県の「奈良こども食堂ネットワーク」、福岡県北九州市主体の運営による「子ども食堂ネットワーク北九州」など、子ども食堂の設立や運営のための様々な団体が、日本各地で設立され続けている。
マスメディアでは上述の報道例のほかにも、2013年に『週刊ニュース深読み』(NHK)での「6人に1人! どうする“子どもの貧困”」やNHKスペシャル『見えない“貧困”〜未来を奪われる子どもたち〜』などの放映により、子供の貧困などの問題が表面化しており、子ども食堂の運営者たちの多くも実際に、それらのテレビ番組を見たことで問題を解決したく思ったと語っている。
2019年には、ファミリーマートがコンビニエンスストア約2000店のイートインで「ファミマこども食堂」を同年3月から展開すると発表した。1回約10人で、小学生までが100円、中学生以上は400円で弁当などが提供される。対象は各店近辺に住む子供と保護者で、小学生以上は保護者が同意すれば1人で利用可能。こども食堂ネットワークの事務局は、全国展開する企業が主体的に取り組むのは初めてではないかとコメントしている。
特定非営利活動法人全国こども食堂支援センター・むすびえの2023年度の調査によると、全国の子ども食堂の箇所数は、前年度から1,769箇所増え、9,132箇所となった。これは、全国の公立中学校と義務教育学校の数を合わせた9,296箇所とほぼ並ぶ結果となっている。年間の延べ参加人数は1,584万人である。
都道府県ごとにみると、多い順に「東京都」1,010 箇所（2023 年 10 ⽉時点）、2 位「⼤阪府」757 箇所（同年 6 ⽉時点）、3 位「兵庫県」521 箇所（同年 10 ⽉時点）。また、最下位は「秋⽥県」38 箇所（同年 9 ⽉時点）、46 位「福井県」41 箇所（同年 10 ⽉時点）、45 位「⻑崎県」48 箇所（同年 9 ⽉時点）となった。
2012年に大田区ではじめて子ども食堂が誕生して以降、急速なペースで増加しているが、子ども食堂は自治体等への届出を要しない⺠間活動であることから、実質的に子ども食堂と同じ機能を提供しているにもかかわらず「子ども食堂」と名乗っていないケースもあるため、実際の総数は不明である。

## 内容

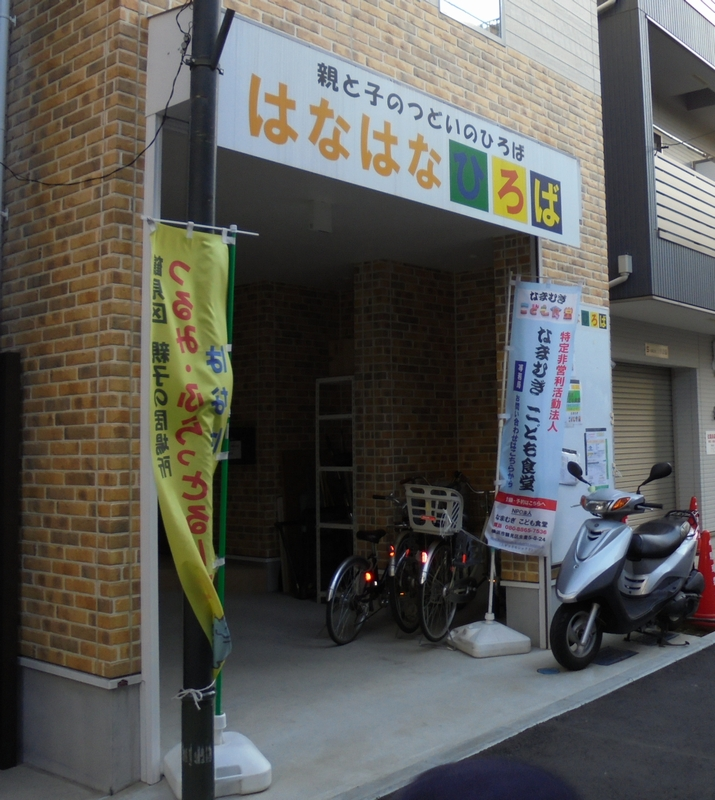
神奈川県横浜市鶴見区「生麦こども食堂」

### 開催頻度・時間帯
開催頻度は月1回が最も多く、次いで2週間に1回、週1〜2回と続く。運営者側からも「月1回のペースなら、気負わず無理なく、長く続けられる」との声もある。
時間帯は、土日祝日の昼間が最も多く、次いで平日の夜の開催が多い。登校前の朝食の時間帯や、給食のない週末の昼食時、長期休暇期間を中心として取り組む食堂、夏季休暇や冬季休暇に限定して営業している食堂もある。

### 参加費（料金）
参加費（料金）は、子供については「お手伝い」などの条件付きを含めて無料としているところが半数以上であり、有料の場合は50円から500円、次いで100円から300円のところが多い。保護者など大人については子供より割高に設定されている場合が多い。子供・大人共に完全無料のところもある。
また店によっては、金銭苦の人が無理しないよう、大人は所持額に応じて自分で支払額を決めることができ、所持額に余裕のある人は寄付を兼ねて多めに支払うことのできる仕組みを取り入れている場所もある。
なお、多くの子ども食堂は、営利目的でなくボランティア活動であることを明確にするため、「料金」ではなく「参加費」と呼んでいる。

### 食事内容
提供する食事の内容は、農業が盛んな地域のために野菜中心の料理、バランスのとれた料理、プロの料理人によるこだわった料理、バイキング料理やビュッフェ、店によってさまざまである。
健康と食の安全性などの考慮から、有機農業による野菜など、化学調味料不使用、動物性食材不使用、食物アレルギー対策を謳った食堂もある。
栄養バランスだけでなく店によっては、胃を満足させるために月1回は肉料理の日を設けたり、多世代が集う店では定期的にカレーライスなどの多世代に好まれるメニューを、正月には餅、雑煮、おせちを振る舞ったりといった工夫もある。
日本国外の住民が多い地域では、宗教上の理由で食べることを禁じられている食材に配慮している場合もある。中には、より深刻な状況下にある子供のために、1週間分の食事を冷凍して自宅に届けたり、自宅まで食事を作りに行ったりしているところもある。

### 食事以外の活動
食事以外にも、学習支援、宿題の時間、自炊の力をつけるために子供も調理に参加するなどの活動、地域住民との交流の場を組合せていることもある。遊び場として提供されていることもある。大人たちが遊びを提供しなくても、子供たちが自然に遊び始めるところもある。また、無料学習塾を兼ねている所もある。
孤食や子供の貧困など家庭の事情を抱えている子供も来店する中、そうした子供たちに助力したいという気持ちを抱きつつも、敢えて事情を詮索せず、当事者たちから助けを求められるまで待つという姿勢を守る店が多い。中にはそれと対照的に、子供たちの問題を丸ごと抱えようと、キリスト教の修道施設の一部を場所に選び、中高生向けの施設の相談員や民生委員の経験者が代表を務め、調理や学習支援のスタッフに加え、自閉症スペクトラム支援士などの専門資格の所持者が揃っている店もある。
近年、自然災害の増加に伴い、有事の際の子ども食堂の役割も重要と考えられるようになった。食事を提供するだけでなく、災害時には配給や炊き出しなども行う「地域の防災拠点」にという趣旨で、子ども食堂での防災に対する取り組みも進んでいる。特定非営利活動法人全国こども食堂支援センター・むすびえでは、各地域団体と連携して防災研修を実施したり、マニュアルを配布したりするなど、地域における子ども食堂の役割強化を支援している。

### 対象参加者
本来は、貧困家庭や孤食の子供に対し、食事や安心して過ごすことのできる場所を提供する場所として始められたが、後には地域の全ての子供、親、地域の大人など、対象を限定しない食堂も増えている。子供との交流や、家族的な何かを求める来店者が多く、相席も多い。
大人も参加可能な店では、母子での参加も多い。孤立しがちな母親が同世代と交流可能な唯一の場所として来店したり、高齢者の多い地域では「1人で家にこもるよりは」といって来店する人も多い。
子供のみならず地域の全住民に対して開かれた空間を目指すとの意味で、店名に「子ども食堂」の名称を付けていない店もある。
特定非営利活動法人全国こども食堂支援センター・むすびえによる2021年度の調査によれば、子ども食堂に参加できる子どもの条件を「生活困窮家庭に限る」としているところは5%であった。同調査は、子ども食堂は「多世代が交流する地域づくり、コミュニティづくりの場になっている」としている。

## 運営・費用
人員、費用、食材に関しては、子ども食堂がマスメディアで取り上げられたことで、生産者からの直接の食材提供、調理のボランティア、資金の寄付など協力が増加し始めている。

### 運営者
運営は、NPO法人や民間団体、住民による有志、個人などによる。専門家が運営に携わるところもあるが、ボランティアによるものが大部分であり、食事を提供するという敷居の低さがボランティアによる運営のしやすさにも繋がっている。
こども食堂ネットワークの事務局担当者によれば、子育てが一段落した50歳代から60歳代の主婦たちが活動の中心を担っているという。ボランティアの人員は、地元の主婦たちのほか、調理学校の学生、家政学を学ぶ学生が調理を手伝ったり、大学生が子供たちの遊び相手をしているところ、中には子供のボランティアがいるところもある。これから子ども食堂を始めようと思っている人々が、見学も兼ねてボランティアで参加しているケースも多い。子供を連れて来店していた母親が、その場の楽しさのあまり、スタッフに参加したケースもある。大阪府池田市では、2001年（平成13年）に起きた附属池田小事件を小学1年生当時に体験した青年が、自分を支えてくれた人々への恩返しとして、自分が子供を見守るべく、子ども食堂を切り盛りしている。こども食堂ネットワークは寄付も受け付けており、寄付の使徒としては、子ども食堂の増設・改修、運営資金補助などに充てられている。
認定NPO法人カタリバは、子どもの貧困対策に力を入れている足立区から事業を受託し、2016年から「アダチベース」を運営し、その活動の一環として食事提供も行なっている。そこでの食事の調理は、地域の子どもたちも一緒になって近隣の方々と一緒になって行い、一緒に食卓を囲むことで「一緒につくる、一緒に食べる、一緒に片付ける」という体験を通じた安心感や、承認される機会をつくることを意識している。
一般人以外による運営としては、小学校のPTAが運営に加わっているところや、地元の医師が顧問を務めたり、地元の社会福祉法人の職員がボランティアで送迎の車を走らせているケースがある。学校を開催場所とし、その校長や教職員が参加して子供の相手や保護者の話し相手を務めている店もある。沖縄県では在日アメリカ軍基地の多くの関係者が子ども食堂のボランティアに参加し、好評を得ている。2016年頃からは生活協同組合や農業協同組合(JA)も連携し始めている。
活動の規模は、数十人の参加による大規模のものから、10名程度の小規模のものまで様々である。

### 費用
運営に要する費用は、主に寄付や持ち出しなどによって賄われている。インターネット上のウェブサイトやFacebookで活動の様子を伝えた上で寄付を募るケースも多く、クラウドファンディングで資金を募っている食堂もある。Yahoo!ネット募金では、2019年5月から、子どもの居場所づくりに取り組む団体へTポイントの寄付も受け付けている。
公的補助や民間企業の助成金などでも賄われており、モデル事業として運営団体に対して助成金を贈っている県、地域の福祉団体が費用の助成、運営への助言や支援を行っている県もある。事業化が手軽と言う理由で参入する自治体や団体も多い。
食堂に通う子供たちが募金箱を作って、コミュニティセンターや地域の医院に置いたり、運営者がオリジナルの文房具などを販売して運営の足しにしたり、高齢者たちによるバザーの収益金が寄付されたりするケースもある。

### 食材
食材の調達方法は、ごく普通に近隣のスーパーマーケットや商店街などで購入する場合もあれば、寄付、余り物の持ち寄り、傷や変形のために商品にならないものの譲り受けなど、様々である。フードバンクから食材を仕入れることもある。
農業協同組合（JA）の支店が地域貢献活動として米や野菜を提供したり、畑作りのボランティア団体や、趣味の家庭菜園で野菜を多く作り過ぎてしまった住民が野菜を提供したりしているケースもある。
子ども食堂が結婚式場に対してバイキング料理の残りが欲しいと申し出たところ、式場側が「残り物では申し訳ない」として、米料理やスープを作って届けている場所もある。
野菜や米と比較すると肉類は提供が少ないものの、肉類を無償で提供している養豚業者もある。寺の供物を提供しているところもある。

### 場所
場所は、公民館や児童館など公的施設のほか、事務所、空き店舗、民家、飲食店、医療機関や介護施設の交流スペース、寺などが用いられている。「プロが作るご馳走を食べさせたい」として、喫茶店が定休日に開催しているところもある。
企業の社員食堂 、小学校のランチルーム、大学の学生食堂、空き家、廃校、トレーラーハウス、貸倉庫、神社、教会などでも開催されている。家庭の事情で1人暮しとなった一軒家を、寝室以外を丸ごと提供し、食事以外にも様々な遊びの場としている家もある。

## 利用者意見・分析

### 利用者意見・孤食防止効果
来店した子供たちからは「みんなで食事ができて楽しい」「嫌いな物でも、みんなで食べると不思議と食べられる」「友達と遊んだ後、そのまま一緒に晩ご飯を食べられて楽しい」、孤食になりがちな子供からは「家に食べ物がないときもあるので嬉しい」、子供と共に来店した母親からは「子供の食が進む」「自分たちだけではこんなに品数は作れない、野菜もとれない」などの感想が寄せられている。
また食事以外に対しても、子供たちからは「面白い大人がいるので毎回楽しみ」「大きな家族ができたよう」、大人たちからは「子供がのびのびと遊ぶことができ、ストレス発散の場になる」「ほかの人たちと話すきっかけになる」「毎日がバタバタしていて、ここに来て心が落ち着いた」などの感想も寄せられている。母親同士が仲良くなり、情報交換の場も生まれている。運営側では、子ども食堂を手伝うことが生きがいと語る高齢の女性もいる。小学生の子供と高齢の男性が、共通の趣味の話題で盛り上がっているといった事例もある。東日本大震災に遭った東北地方では、震災で失われた地域のコミュニティ作りに役立てたいとの声もある。

### 専門家による分析
北海道札幌市の子ども食堂「kaokao」の運営に携わる政治学者の吉田徹は、子ども食堂の対象になる子供は貧困家庭のみならず、富裕であっても一緒に食べる家族がいない「孤食」、いつも同じ物を食べる「固食」、一種類しか食べ物がない「個食」などニーズは多様であり、こうした様々な「こしょく」の解消が、子供の健康や教育環境の改善、子育ての問題にも繋がるとしている。また、子ども食堂には補助金や様々な制限など、行政が介入していないからこそ柔軟に運営できている面があるとしている。
子供の貧困対策や食品ロス問題などに取り組む政治家の竹谷とし子は、子ども食堂は栄養管理と同時に、多くの人々が携わることで子供の孤立を防ぎ、「食」を通じて子供たちを支援する大きな機能があるとしている。
また、子供と地域の大人たちが共に食事をすることで、子供と大人たちとの交流や情報交換が増えて地域のネットワーク形成に繋がる点や、子供たちの来店を通じて、子供の貧困の実態を地域住民たちが認識するなどの点で、副次的な効果も生まれているとの声もある。前述のように商品にならない食材を子ども食堂で譲り受けることにより、食品ロスの解決につながっているとの評価もある。

## 偏見や悪用など諸問題

### 利用者は貧困層との偏見
特定非営利活動法人全国こども食堂支援センター・むすびえが2023年に子ども食堂を対象に行ったアンケート調査によると、継続に必要な資源（資金、食材、人手）の確保と、必要な人（貧困家庭など）に周知・広報し支援を届けることの2点が主な「困りごと」としてあげられた。利用者を貧困家庭と限定する子ども食堂もあるが、多くは「誰でも利用できる場所」としており、非貧困家庭の利用者も多数いる。しかしながら、子ども食堂＝貧困家庭向けの場所という誤解もまだまだあり、子ども食堂への出入りが、周囲から貧困家庭に見られてしまうのではという懸念を抱く人も存在する。結果的に、「本当に貧困状態にある子ども」がこうした食堂を利用しにくい、出入りを敬遠するという報告もある。
同様の理由で、特に女子は来店しにくいとの指摘もあり、実際に来客の男女の比率が8対2だったとの報告もある。群馬県太田市の子ども食堂でも、30人から40人の利用者を見込んでいたところが、実際の利用者は10人から20人程度であり、これも貧困世帯が対象とのイメージが広がっていることがその原因と見られている。
マスメディアによって子ども食堂のことが多く報じられたことで、子ども食堂イコール貧困対策というイメージが広がり過ぎ、来店しにくくなっている子供ができたとの指摘や、親が出入りを禁じるなどの状況が生まれていると危惧する声もある。前述の「気まぐれ八百屋だんだん こども食堂」も、マスメディアに取り上げられ始めた当初は、貧困対策としての視点からの報道が多かったという。
子ども食堂の開催希望が、その場所を求めて公民館に申し込んだところ、「困窮者が集まる地域と思われる」「貧困の子供はいない」と難色を示され、どんな子供でも楽しむことのできる場所だと説明を繰り返した末に開催に漕ぎつけたように、貧困対策というイメージから抵抗を持たれるケースもあり、日本各地で模索が続けられている。子ども食堂の存在を知るには情報収集力を要し、足を運ぶには行動力や交通費を捻出する経済力も必要だが、貧困の最中にある人々にはそうした力がないとの指摘もある。児童虐待を受けている子どもが、親が発覚を恐れて行くことを禁じていると危惧する声もある。
「誰でも利用できる場所」としている子ども食堂には、「貧困や孤食など、本当に支援を必要とする子どもにどうすれば来てもらえるか」が共通の問題であり、「冬休み中に毎日開催したが、来てほしい子どもが1回しか来なかった」「地域の幼稚園の子供と保護者が1クラス丸ごと来店し、本当に来てほしかった子どもが来店を遠慮していた」「困っている親子というより、安く健康的な食事ができるから来ている普通の親子が多い」「夕食の手抜きを目的とした母親の来店が増えている」との声もある。
子ども食堂から子どもの貧困、貧困家庭、貧困対策のイメージを遠ざける例としては、店の名前に敢えて「子ども食堂」と名付けず、「子ども」だけを付けたり、「子ども」すら店名に含めないところもある。また、店の名前はもちろん、活動内容自体も「子ども食堂」とは名乗らず、「こどものいばしょ」と謳っている場合もある。また、貧困家庭というレッテルを貼られることのないよう、利用対象を「地域住民全員」に設定している店もある。開設当初から「誰でも来店できる食堂」という概念を重視し、「恵まれない子どもたちのために」といった弱者支援のような態度をとらない店もある。高齢者や障害者にも立ち寄ってもらうため、名称を「地域食堂」にするケースもある。
自ら助けを求めにくい子供たちへの対策の一つとしては、東京都文京区で2017年10月から始められた「こども宅食」が挙げられる。これはLINEで申し込んだ利用者に対し、食材や加工食品などを自宅あてに直接配送するという、全国的に見ても前例のないもので、利用者から好評を博している。
子ども食堂に対する人々の認識が様々に議論される中、2022年、「子ども食堂は誰でも行っていいのか？」という投稿がSNSで注目を集め、NHKでも取り上げられた。この投稿には900件を超えるコメントが寄せられたが、「行くべきではない」という意見に対して「誰でも行っていい」という意見もみられるようになった。子ども食堂に対する人々の認識が変わりつつある。特定非営利活動法人全国こども食堂支援センター・むすびえの理事長湯浅は、このNHKの報道によると、「みんなが行かないと本当に大変な人も行けなくなる。行くことこそが支援なんだと知ってほしい。子ども食堂は、みんなの中に大変な誰かを包み込む、しかもさりげなく包み込む場所だ」と話している。

### 認知度
運営側が危惧している問題点としては、本当に食事を必要としている子供たちに対し、子ども食堂の情報が届いているかどうかという認知度が低いという懸念点が多い。「食堂の存在が地域に浸透していない」「周知が不十分」といった声も聞かれる。群馬県館林市が2017年3月に実施した子供の生活実態調査によれば、子ども食堂を全く知らない保護者は、全体の4割以上にあたることが判明し、保護者に対しても、情報が必ずしも行き渡っていない現状も明らかになっている。また、2018年4月に、「こども食堂安心・安全向上委員会」が『朝日小学生新聞』の紙面で、小学生に子ども食堂についてのアンケートを呼びかけたところ、全国から323人の回答が寄せられたが、子ども食堂について知っていた子は半数であった。さらに、実際に子ども食堂に行ったことがあるかどうか、という質問には、93%が「いいえ」と回答した。2023年度、特定非営利活動法人全国こども食堂支援センター・むすびえがこども食堂に関する認知度調査を行った。調査結果によると、認知率は87.7%と高く、「内容も知っている」と答えた人は47.3%に留まった。こども食堂への「認知」が広がる一方で、その実態はあまり知られておらず、正しい内容の普及が必要であることも明らかとなった。こうした課題の解決策の一つとして、行政による広報宣伝などのバックアップも求められている。

### 場所の問題
子ども食堂の開催場所は、調理可能な場所であることはもちろん、子供が徒歩で通えることなどが条件に課せられており、これを子ども食堂の運営上で最大の課題とする意見もある。東京都足立区の子ども食堂では、自分も食堂を始めたいと言って相談に来るものの、場所の問題で行き詰っているとの声が聞かれる。
これまでに閉店を強いられた子ども食堂の一つには、バーとして用いられていた店舗を借りたため、コンロが少なく、椅子が高くて落ち着かず、行き帰りに車が必要で、駐車料金がかかるなどの声が寄せられていたケースもある。個人宅で開催している子ども食堂では、食事や調理のスペースにも限界があり、告知も届きにくく、子供が気楽に立ち寄ることもあまり期待できないとの声もある。
こうした場所の問題の解決策の一つとしては、朝食なしで登校する子供向けに、通学路にバナナ1本を食べる場所を設ける「まちかどこども食堂 おはようバナナ!」といったユニークな取り組みもある。このほか、地域の飲食店で使用できる食事券を子供に配布し、各自協力店舗へ出かけてもらう方式もみられる。食事券は寄付を原資に発行され、券を使用された店舗は枚数に応じて後日、料金を受け取ることができる。類例として、自店で発行した食事券を来客に購入してもらい、子供に使用してもらうパターンもある。何れの方式も、既に地域にある飲食店を活用できるため「開催日数が少ない」「通常のこども食堂では心理的に入りづらい」「メニューが限定される」といったデメリットを解消できる利点があり、また気軽な寄付手段としても近年全国的な広まりをみせている。

### 衛生面
食事を提供する場である以上、食中毒などの衛生問題も懸念されている。どこか一つの食堂で食中毒が起きれば、子ども食堂全体の広がりに影響が及ぶ可能性も示唆されている。
通常の食堂では洗浄設備や計器類を整え、確認検査を受けての営業許可が必要だが、子ども食堂のような福祉目的の場合、許可は必要ないと判断されることが多いことも問題視されている。
教育学博士でもあるアグネス・チャンは、子ども食堂の存在を知り、自分も何かできないかと友だちに相談したところ「食中毒でも起こしたら大変だから」と止められたという。社会活動家の湯浅誠も、「広がれ、こども食堂の輪! 全国ツアー」で20か所以上の地域を訪れた際に、どこでも参加者から、衛生面の配慮や保険についての質問が出ていたという。多くのこども食堂は何らかの保険に加入しているが、湯浅は保険にまで手が回っていない食堂も存在していることを指摘している。
この課題の解決に向け、食品安全確保について研修会を実施し、衛生マニュアルを作成・配布することで、食材の扱いと調理の上で細心の注意を払っている食堂もある。調理担当者に検便を義務付け、生ものは一切提供せずに必ず加熱調理するなどを徹底している食堂もある。また2018年4月には、前述の「こども食堂安心・安全向上委員会」により、食堂を保険面でサポートするためのクラウドファンディングが開始された。

### 運営資金や悪用問題
運営資金もまた、課題の一つである。前述のように運営資金のための寄付を募ったものの、現実には運営資金の大半が店の代表者の個人負担となっており、組織の持続的拡大のために運営資金の確保が問題となっているケースもある。
前述のように、子ども食堂が日本全国に広まったことはマスメディアによる影響が強いが、マスメディアの力はあくまで一時的なものであるため、継続的に力を貸してくれる支援者も求められている。
子ども食堂は民間での取り組みだが、本来は子供の食堂は行政責任で解決されるべき課題であり、食事の保証は学校での福祉課題でもあるとの声もある。この実践としては学校現場で、朝食をとらずに登校する子供たちのために、教師の自己努力でおにぎりを提供しているケースもある。
子ども食堂の開催頻度は前述のように月に数度、週に数度程度であり、これによって子供の貧困の解決に繋がるかどうかといった批判も少なくない。
シングルマザーと子供たちの生活のために活動する団体であるNPO法人「しんぐるまざあず・ふぉーらむ」の理事長である赤石千衣子は、子ども食堂の取り組みを「素晴しい取り組み」と評価しながらも、「300万人いる相対的に貧困であるといわれる子供たちに何%がそこにつながれるのであろうか」と指摘している。
子ども食堂が必要となる背景には、親の貧困の深度が深まり、介護問題や労働問題などが重なった末、育児放棄などで満足に食事のできない子供ができたという事情があることから、そうした社会の問題を変えてゆかないと根本的な解決にはならないとする意見もある。これに対しては、確かに子ども食堂で貧困問題が解決するわけではないが、貧困問題を多くの人々の気づいてもらうきっかけになり、人々が問題を知ることが、いずれ社会を変えてゆく動きへとつながって行くとする意見もある。

#### 公金投入以降の激増やビジネス化

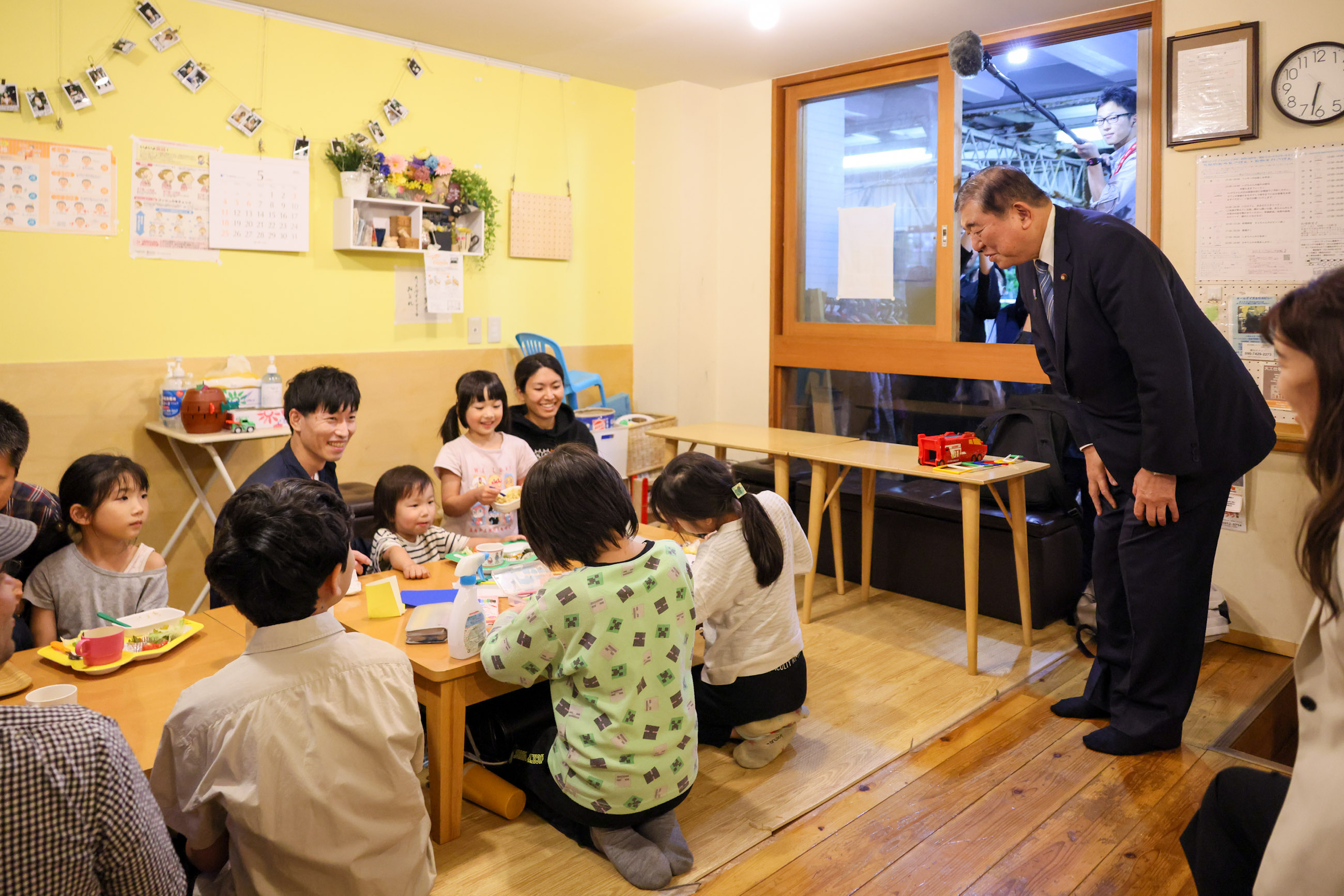
こども食堂（特定非営利活動法人ドリームタウン）を訪問した石破茂。2025年5月。

中日新聞は、2022年11月時点でこども食堂運営行為のイメージ向上・公金投入されるようになったことで、こども食堂数の激増と多様化で「貧困家庭の子だけが行く場所」という偏見が以前よりかは薄れる一方で、政治活動家や飲食店などによる売名行為として使われるような事態になっている問題を報道している。 こども食堂を「貧困対策」とする場合、利用料金が一般的な安い外食と同レベルであるならば、貧困層向け制度を悪用する者は発生しにくい。しかし、一般的な外食よりも格安又は無償だと、通える距離に住む非貧困層も生活費を浮かせる目的で来るため、需要(利用者数やこども食堂の数)が激増する問題がある。これは駅で、広告入りポケットティッシュを配られていると、必要ではなくても無料だからと貰ってしまう心理に似ていると指摘されている。実際に2016年時点で、こども食堂運営側や現場を見た人は「困っている親子というより、安く健康的な食事ができるから来ている普通の親子が多い」とし、こどもは貧困層が利用者であるとのイメージとのギャップを指摘している。他にも利用代が無償や格安で起きた問題の例として、日本における高齢者医療費無償化・自己負担額の格安化が起こしたコンビニ受診や社会的入院のようなケースがある。こちらは全額が公金と保険料で運営されているため、健康寿命を超えても延命主義や高齢者頻回の蔓延が、社会保障費の膨張・現役世代負担の激増を招いた。利用料無償化(格安)であると、貧困(病気)とは言えないような子供(高齢者)たちが集まってしまってしまう、ということである。民間が完全に個人寄付と善意のみの完全ボランティアでやっている際には、問題が顕在化しにくいが、国や地方自治体が公金投入、企業など一般個人以外からの寄付が常習化し、利益が出るようになると起こる問題である。実例として、地方自治体がこども食堂を支援することが決まると、こども食堂設置数が増大した。こども食堂の激増理由は、該当地域の貧困児童が増えたからではなく、公金が投入されるようになると「人件費」や「材料費」の名目で資金プールを出来る貧困ビジネスとなるからである。 実際に日本では「子供がいる一人親世帯の貧困率」は1985年から1991年まで減少傾向にあった。1991年から上昇傾向に入り、1994年に63.1と最も高くなった。その後は、2009年から2012年までの上昇期間を除き、右肩下がり傾向にあり、2023年には44.5へと改善し、1985年以降から統計で過去最低を記録した。日本の「子供の貧困率」全体では1985年以降で常に15.5%未満であった。そして、2009年に15.7%に上昇し、2012年にピークの16.3%になった以降は減少傾向にある。2021年には「子供の貧困率」は11.5%と改善し、1985年以降で最も低くなった。貧困率減少理由としては、子供のいる世帯、特に低所得層の稼ぎ上昇、共働き世帯(特に女性労働者)の増加による世帯収入の上昇にある。

#### 自衛隊が勧誘行為に利用
2024年7月4日付の毎日新聞で、自衛隊札幌地方協力本部が、札幌市内の複数の子ども食堂に於いて、自衛隊員募集の広報活動を行っていたと報じられた。防衛事務次官通達では、中学生以下の子供への勧誘に際しては、保護者か学校を通じて行うよう定められており、同本部の行ったことは、通達に抵触するとして、論議となっている。

## 日本国外の類例
アメリカ合衆国やイギリスでは貧困対策として、学校の放課後学習支援や始業前に朝食を出す「朝食クラブ」という取り組みがある。アメリカでは2010年時点で12万5千校のうち70%に当たる8万7千校、イギリスでは2007年時点で小学校46%、中学校62%がこれを実施している。イギリスの朝食クラブには、政府が子供の貧困撲滅の目的で学校に出している特別補助金を利用しているものもあり、日本の子供の貧困対策案を考える上での模範との声もある。
ドイツのライプツィヒでは「ライプツィヒ市子どもと婦人の支援団体」により2012年に「Leipziger Kinder-Erlebnis-Restaurant（子ども食堂）」が開設された。単に子供に食事を提供するだけではなく、調理の楽しさを教えながら、食事と健康について教えることを心掛けられている。
フィンランドには「レイッキプイスト」と呼ばれる子供の遊び場で、夏休み期間中の平日に、子供たちに無料で食事が提供されている。「子どもたちにとって最も安全な場所」として市営で運営されており、首都のヘルシンキには65箇所存在する。